# Geniostoma rupestre
Espèce
Classification phylogénétique
Statut de conservation UICN

 LC  : Préoccupation mineure
Geniostoma rupestre est une espèce de plantes du genre Geniostoma et de la famille des Loganiaceae.